# Romoos
Romoos es una comuna suiza del cantón de Lucerna, situada en el distrito de Entlebuch. La lengua oficial es el alemán.

## Origen del nombre
La escritura más antigua donde se emplea el nombre de la ciudad es un documento que data del año 1184 donde figura como Ronmoos. El nombre deriva del alto alemán "rono" o "rona" y del alemán medio "rone" que significa tronco de árbol, acción del viento o acción de deforestar bosques. En los antiguos registros se pueden encontrar diferentes variantes del nombre Romoos, como Romo, Rommos, Romoss, Rormoss, Rhormoss o Roomooss. Estos nombres son o bien un error de escritura o en todo caso un error de la persona encargada de copiar los documentos. Desde el año 900, alemanes han emigrado a esta zona boscosa y limpiado el bosque.

## Escudo de armas
El actual escudo de armas fue creado para la Exposición Nacional de 1939 por el Doctor Peter Xaver Weber, archivador estatal de Lucerna. El escudo está compuesto por dos líneas onduladas de color rojo y en oso negro en la esquina superior derecha, con un fondo dorado. Las dos líneas representan a la pequeña y a la gran Fontanne, cursos de agua que marcan los límites de la comuna. El oso fue tomado de la familia de «Bärenstoos» que vivían en la torre de Bergstoos. Estos nobles granjeros sirvieron a los barones de Wolhusen entre 1273 y 1426.

## Geografía

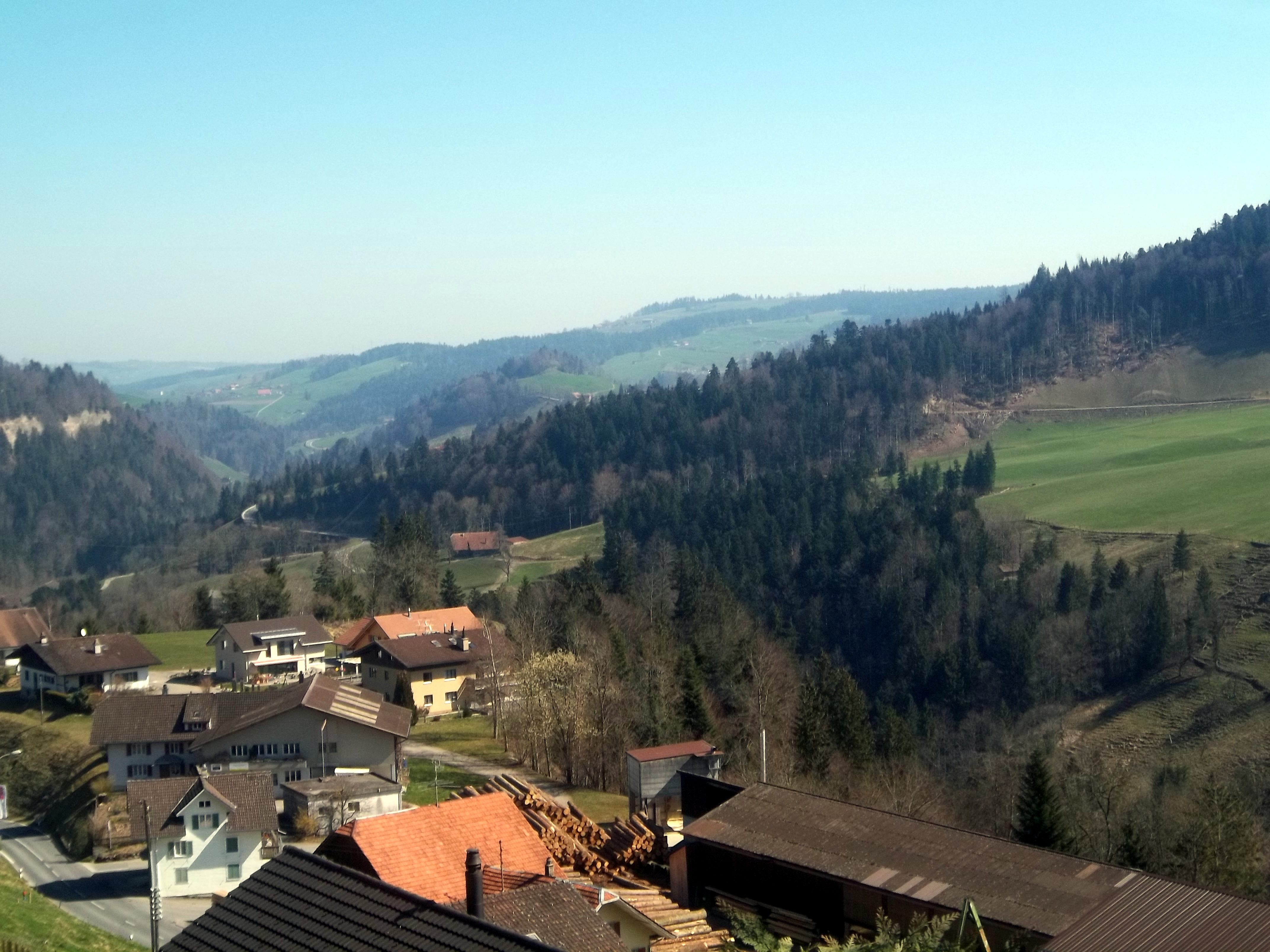
Alrededores de la comuna de Romoos, de irregular relieve y frondosa vegetación.

Romoos se encuentra ubicada en el valle de Entlebuch, en el lado oriental de la montaña Napf, en medio de un espeso bosque. Con una superficie de 37,39 km², el municipio se extiende desde la confluencia de los cursos de agua Grosse Fontanne y Kleine Fontanne en Stägplatz (609 m) hasta Hapfegghengst (1372 m).
Los límites de Romoos son en su mayoría naturales, y se encuentra rodeado por una cadena montañosa. Al norte corre el río Kleine Fontanne, al este y el sur el río Grosse Fontanne, y al oeste el arroyo Hapfegghengst. Limita al norte con la comuna de Menznau, al noreste con Wolhusen, al este con Doppleschwand y Hasle, al sur con Schüpfheim y Escholzmatt, al oeste con Trub (Berna), y al noroeste con Hergiswil bei Willisau.
De los 37 km² de superficie de la ciudad, 61.8% está cubierto por bosques; sólo un 34.8% es usado para fines agropecuarios. El suelo es relativamente pobre, y muy pequeño comparado con otras regiones del país. Sólo un 2.2% pertenece a tierras urbanizadas (negocios, calles, etc).

## Población
| Crecimiento de la población | Crecimiento de la población |
| Año                         | Población                   |
| --------------------------- | --------------------------- |
| 1780                        | 1135                        |
| 1798                        | 1395                        |
| 1816                        | 1451                        |
| 1837                        | 1610                        |
| 1850                        | 1629                        |
| 1900                        | 1194                        |
| 1910                        | 1244                        |
| 1990                        | 724                         |
| 2000                        | 732                         |
| 2004                        | 745                         |

El número de residentes aumentó considerablemente entre los años 1780 y 1837 (41,9%). Esto se debió al exceso de natalidad. Luego hubo un período de estancamiento desde 1850 hasta la segunda mitad del siglo XIX. Entre los años 1850 y 1900 se produjo una emigración a gran escala a los centros industriales y al continente americano (-26,7%). En 1990, se contabilizó la cifra de población más baja históricamente, un 55,6% menos comparado con el año 1850. Desde entonces, la población está creciendo muy ligeramente (1990-2004: 2,9%).

### Idioma
La población utiliza como lengua cotidiana, un dialecto alto alemánico. El dialecto Entlebucher está fuertemente influenciado por el vecino Emmental y difiere notablemente del dialecto de la ciudad de Lucerna. En el último censo del año 2000, un 98,50% de la población hablaba alemán, un 0,68% lo hacía en albanés y 0,41% tenía al portugués como idioma principal.

### Origen
De los 744 habitantes contabilizados en 2006, 737 personas eran suizos (un 98,50% de la población, incluyendo a los ciudadanos con doble nacionalidad) y 7 habitantes eran extranjeros (0,9 %), de origen albanés provenientes de la región de Kosovo y portugueses.

## Religión
En sus comienzos, la totalidad de los residentes profesaban la religión católica. Hoy en día, sigue siendo la religión mayoritaria, como en muchas de las regiones urbanizadas de Suiza. En la actualidad (junio de 2000) un 91,39% profesan la religión católica y 4,51% son cristianos protestantes. Además, un 0,68% son musulmanes y un 0,41% no profesan religión alguna. Los musulmanes son de origen albanés.

## Transporte

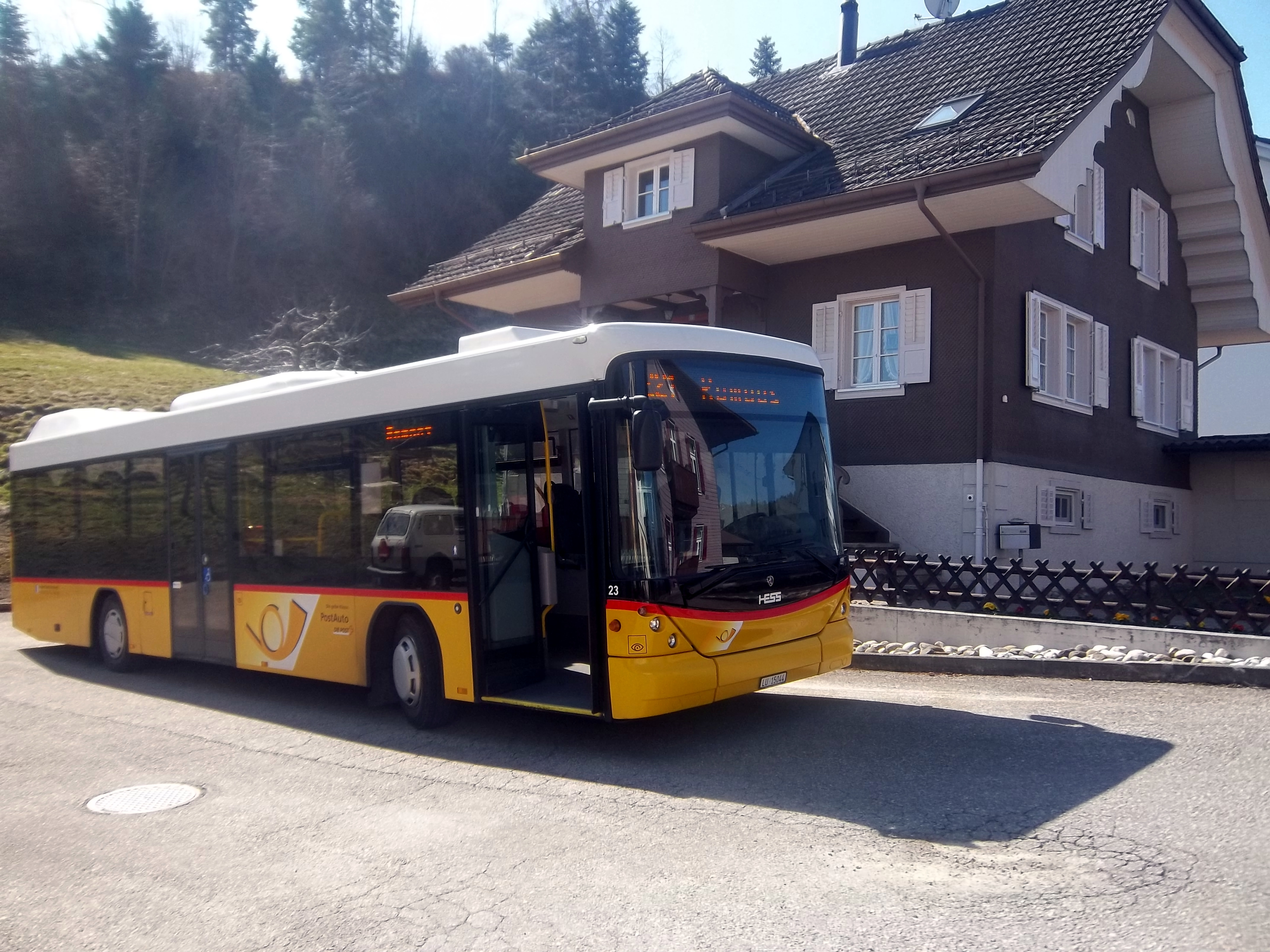
Un bus de la empresa Postauto, que comunica las ciudades de Romoos con Wolhusen.

Romoos se encuentra comunicada por una carretera que la conecta con la autopista A2, distante a unos 30 kilómetros. Hasta el siglo XIX no existían caminos que comuniquen el valle del pequeño río Emme (Entlebuch). Actualmente, existe un servicio de buses de la empresa Postauto que conecta las ciudades de Wolhusen con Romoos, pasando por Doppleschwand.